# Кумурли
Кумурли́ (рос. Кумурлы, башк. Көмәрле) — село у складі Архангельського району Башкортостану, Росія. Входить до складу Липовської сільської ради.
Населення — 296 осіб (2010; 319 в 2002).
Національний склад:
- башкири — 81 %